# Margaret Woods
Margaret Louisa Woods (1856 – 1945) è stata una scrittrice inglese.

## Biografia
Scrittrice e poetessa, di importanti origini (infatti è la figlia di George Granville Bradley, è andata in sposa a Henry George Woods, che diventò il presidente del Trinity College, situato ad Oxford. 

### L'incontro con Oscar Wilde
Nella vita ebbe modo di incontrare diverse persone famose fra cui Oscar Wilde, lui nel dialogo con lei voleva mettere in risalto la sua giacca, creata appositamente per lui, affermando che "anche se amava la bellezza era condannato ad avere una schiena simile", mostrandola sperando in qualche complimento al vestito. La ragazza, di cui lo stesso Wilde era ammiratore per l'opera da lei scritta “A village tregedy”, gli rispose con freddezza suggerendogli di arruolarsi: in quell'ambiente la schiena verrebbe raddrizzata.

## Opere
- A Village Tragedy (1889)
- Esther Vanhomrigh (1891)
- Sons of the Sword (1905)
- The King's Revoke (1905)
- Aeromancy (1896)
- Songs (1896)
- Poems Old and New (1907)
- Collected Poems (1913)
- The Return and Other Poems (1921).